# Підручний Дмитро Володимирович
Дмитро Підручний (нар. 5 листопада 1991, с. Острів, Тернопільський район, Тернопільська область, Україна) — український біатлоніст, чемпіон світу, чемпіон Європи, чемпіон та призер Зимової Універсіади, призер чемпіонатів Європи з біатлону, учасник та призер етапів кубка світу з біатлону. Учасник збірної України з біатлону на Зимових Олімпійських іграх у Сочі в 2014 році та на Зимових Олімпійських іграх у Пхьонхані в 2018 році. Капітан чоловічої збірної України з біатлону.

## Життєпис
Дмитро народився 5 листопада 1991 в Тернополі, Україна. Зростав у сім'ї професійних спортсменів. Батьки майбутнього чемпіона — Володимир та Марія Підручні — були майстрами спорту з лижних перегонів.
Свій шлях у спорті Дмитро розпочав із греко-римської боротьби у третьому класі, у 8-9 років. Займався три роки, особливих досягнень там не було, а заняття відвідував лише для того, щоб не сидіти вдома.
Незабаром біля будинку батьків (у с. Острів, що неподалік Тернополя) відновила роботу лижна база. І взимку, під час канікул, Дмитро ходив на базу, йому було цікаво кататися на лижах, а після того відвідувати секцію з греко-римської боротьби. З кожним разом тренування на лижах подобалися все більше, і потихеньку Дмитро перейшов у секцію з лижних перегонів і почав займатися вже там.
Близько трьох років Дмитро займався лижним бігом, а коли почав показувати більш-менш істотні результати, виграв чемпіонат району, чемпіонат області, тоді вже помітили і тренери з біатлону і запросили до себе. Недалеко від Тернополя, у селі Підгороднє, є біатлонна спортивна база, і батьки почали возити Дмитра на тренування зі стрільби. Так почав займатися біатлоном.
Свою кар'єру в біатлоні він розпочав з 2005 року, а вже 2012 року увійшов до складу збірної України з біатлону.
- Улюблені стадіони — Нове Место-на-Мораві (Чехія), Рупольдінг (Німеччина), Обертілліях (Австрія).
- Улюблена дисципліна — масстарт.
- Улюблена музика — Rock and Roll.
- Улюблені кольори — зелений та білий.
- Улюблені тварини — єнот, вовк.
- Що найбільше цінуєте в людях — порядність, чесність.
- Що не можете пробачити другові — зраду.
- Які види спорту, окрім біатлону, подобаються найбільше — футбол, флорбол, велоспорт.
- Улюблена пора року — зима.
- Хобі — збирання значків.[3]

У квітні 2015 року Дмитро одружився з колишньою колегою по збірній Ольгою Полещиковою, з якою познайомився у Тисовці на тренувальному зборі, ще в юнацькому віці. Незабаром у подружжя народилася донька Ірина. 4 січня 2020 року Дмитро Підручний удруге став батьком (син Володимир).
10 березня 2019 року став першим українцем — чемпіоном світу з біатлону серед чоловіків, перемігши в перегонах переслідування.

## Олімпійські ігри
Статистика виступів на зимових Олімпійських іграх:

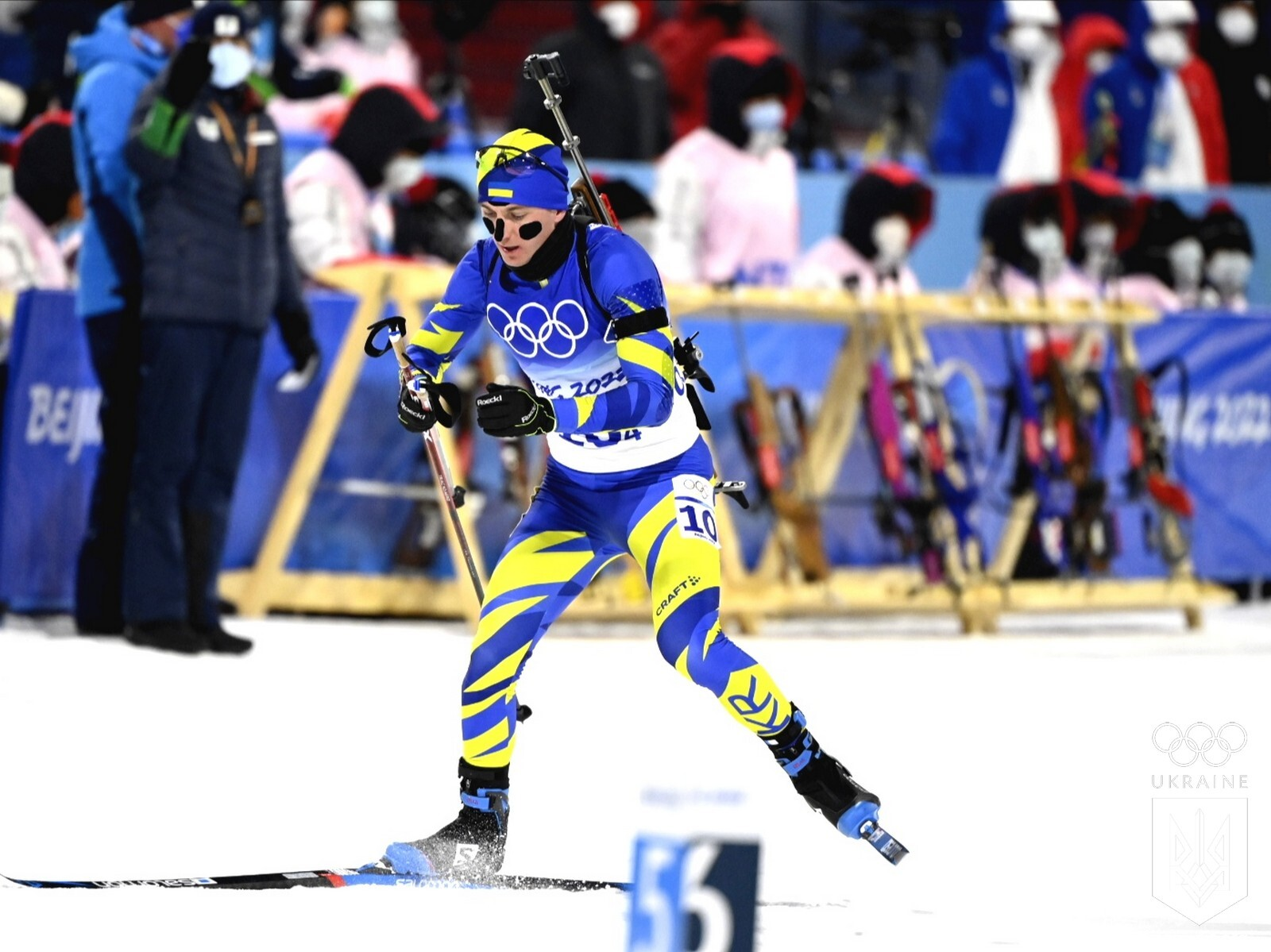
На Олімпійських іграх 2022 року

| Рік  | Місце проведення | Інд | Спр | Пр | МС | Ест | ЗЕ |
| ---- | ---------------- | --- | --- | -- | -- | --- | -- |
| 2014 | Сочі             | 55  | —   | —  | —  | 9   | —  |
| 2018 | Пхьончхан        | —   | 21  | 34 | —  | 9   | 7  |
| 2022 | Пекін            | 18  | 13  | 13 | 24 | 9   | 13 |

## Чемпіонати світу
Статистика виступів на чемпіонатаї світу:
| Рік  | Місце проведення     | Інд | Спр | Пр | МС | Ест | ЗЕ | ОЗЕ |
| ---- | -------------------- | --- | --- | -- | -- | --- | -- | --- |
| 2015 | Контіолагті          | —   | 49  | 43 | —  | 9   | 11 |     |
| 2016 | Гольменколлен        | —   | 44  | —  | —  | 16  | 4  |     |
| 2017 | Гохфільцен           | 41  | 28  | 14 | 25 | 6   | 5  |     |
| 2019 | Естерсунд            | —   | 4   | 1  | 10 | —   | 7  |     |
| 2021 | Поклюка              | 67  | 23  | 28 | —  | 5   | 4  |     |
| 2023 | Обергоф              | —   | 5   | 8  | 23 | 13  | 10 | 15  |
| 2024 | Нове Место-на-Мораві | —   | 21  | 23 | 27 | 13  | 7  | 14  |
| 2025 | Ленцергайде          | —   | 37  | 30 | 30 | 8   | 8  | —   |

## Чемпіонати Європи
Статистика виступів на континентальних першостях:
| Рік   | Місце проведення    | Інд | Спр | Пр | МС | Ест | ЗЕ | ОЗЕ |
| ----- | ------------------- | --- | --- | -- | -- | --- | -- | --- |
| 2011* | Ріднау-Валь-Ріданна | 23  | 30  |    | 32 | —   | 7  | —   |
| 2012* | Брезно-Осрбліє      | 11  | 19  |    | 21 | —   | —  | —   |
| 2013  | Бансько             | 23  | —   |    | —  | —   | —  | —   |
| 2015  | Отепя               | —   | 11  |    | 24 | 2   | —  | —   |
| 2018  | Ріднау-Валь-Ріданна | —   | 8   |    | 8  | —   | 1  | —   |
| 2019  | Раубічі             | —   | 18  |    | —  | —   | —  | 11  |
| 2020  | Раубічі             | —   | —   | 3  | —  | —   | 1  | —   |
| 2024  | Брезно-Осрбліє      |     | 20  |    | 7  |     |    |     |

[*] — юніорські змагання
У липні 2020 року Дмитрові Підручному, а також Артему Тищенку, Сергію Семенову та Артему Примі вручили золоті медалі Чемпіонату Європи-2015 через допінг, який знайшли в російського біатлоніста, команда якого посіла перше місце. Таким чином, Дмитро Підручний є чемпіоном Європи за 2015 рік в естафеті 4х7,5 км.

## Кубок світу
Першим роком Дмитра в біатлоні був 2005 рік, а з 2012 року він почав виступати за національну збірну України з біатлону.
- Дебют в кубку світу — 13 грудня 2012 року в спринті в  Поклюці — 98 місце.
- Перше попадання в залікову зону — 6 грудня 2013 року в спринті в  Гохфільцені — 6 місце.
- Перший розширений подіум — 6 грудня 2013 року в спринті в  Гохфільцені — 6 місце.
- Перший подіум — 6 лютого 2015 року в змішаній естафеті в  Нове Место-на-Мораві — 3 місце.

Срібний призер естафети Кубка світу-2020.

## ТОП-10
Десять найкращих результатів у кар'єрі:
| 2019 Естерсунд Гонка переслідування 12.5 км, Чоловіки  | ЧС | 1 |
| 2019 Естерсунд Спринт 10 км, Чоловіки                  | ЧС | 4 |
| 2020 Нове-Мєсто Масстарт 15 км, Чоловіки               | КС | 4 |
| 2016 Рупольдинг Масстарт 15 км, Чоловіки               | КС | 4 |
| 2018 Обергоф Гонка переслідування 12.5 км, Чоловіки    | КС | 5 |
| 2016 Нове-Мєсто Масстарт 15 км, Чоловіки               | КС | 5 |
| 2020 Хохфільцен Спринт 10 км, Чоловіки                 | КС | 6 |
| 2018 Нове-Мєсто Гонка переслідування 12.5 км, Чоловіки | КС | 6 |
| 2013 Хохфільцен Спринт 10 км, Чоловіки                 | КС | 6 |
| 2021 Обергоф Спринт 10 км, Чоловіки                    | КС | 7 |

## Статистика стрільби
Станом на 23 лютого 2021 року.
| Сезон | Загальний      | Індив.       | Спринт       | Пересл.        | Масстарт      | Естаф.        |
| 20/21 | 80.6 (249/309) | 71.7 (43/60) | 81.4 (57/70) | 75.0 (45/60)   | 85.0 (34/40)  | 88.6 (70/79)  |
| 19/20 | 83.8 (342/408) | 87.5 (35/40) | 81.4 (58/70) | 81.3 (65/80)   | 85.0 (85/100) | 83.9 (99/118) |
| 18/19 | 86.7 (383/442) | 0.0 (0/0)    | 88.9 (80/90) | 85.0 (136/160) | 87.0 (87/100) | 87.0 (80/92)  |
| 17/18 | 80.4 (222/276) | 85.0 (17/20) | 80.0 (56/70) | 83.0 (83/100)  | 0.0 (0/0)     | 76.7 (66/86)  |
| 16/17 | 84.5 (360/426) | 72.5 (29/40) | 86.3 (69/80) | 87.9 (123/140) | 86.3 (69/80)  | 81.4 (70/86)  |
| 15/16 | 81.8 (233/285) | 95.0 (19/20) | 81.7 (49/60) | 87.5 (70/80)   | 85.0 (51/60)  | 67.7 (44/65)  |
| 14/15 | 86.0 (227/264) | 75.0 (15/20) | 87.1 (61/70) | 90.0 (72/80)   | 0.0 (0/0)     | 84.0 (79/94)  |
| 13/14 | 84.8 (217/256) | 85.0 (51/60) | 80.0 (48/60) | 87.5 (70/80)   | 90.0 (18/20)  | 83.3 (30/36)  |
| 12/13 | 73.5 (61/83)   | 90.0 (18/20) | 66.0 (33/50) | 0.0 (0/0)      | 0.0 (0/0)     | 76.9 (10/13)  |

За матеріалами biathlon.com.ua [Архівовано 23 березня 2022 у Wayback Machine.]

## Статистика швидкості
| Середній час відставання на кілометр від середнього часу п'яти кращих результатів у спринтерських гонках (у секундах). Станом на 23 лютого 2021 року. | Середній час відставання на кілометр від середнього часу п'яти кращих результатів у спринтерських гонках (у секундах). Станом на 23 лютого 2021 року. | Середній час відставання на кілометр від середнього часу п'яти кращих результатів у спринтерських гонках (у секундах). Станом на 23 лютого 2021 року. | Середній час відставання на кілометр від середнього часу п'яти кращих результатів у спринтерських гонках (у секундах). Станом на 23 лютого 2021 року. | Середній час відставання на кілометр від середнього часу п'яти кращих результатів у спринтерських гонках (у секундах). Станом на 23 лютого 2021 року. | Середній час відставання на кілометр від середнього часу п'яти кращих результатів у спринтерських гонках (у секундах). Станом на 23 лютого 2021 року. | Середній час відставання на кілометр від середнього часу п'яти кращих результатів у спринтерських гонках (у секундах). Станом на 23 лютого 2021 року. | Середній час відставання на кілометр від середнього часу п'яти кращих результатів у спринтерських гонках (у секундах). Станом на 23 лютого 2021 року. | Середній час відставання на кілометр від середнього часу п'яти кращих результатів у спринтерських гонках (у секундах). Станом на 23 лютого 2021 року. |
| --- | --- | --- | --- | --- | --- | --- | --- | --- |
| 2012/2013 | 2013/2014 | 2014/2015 | 2015/2016 | 2016/2017 | 2017/2018 | 2018/2019 | 2019/2020 | 2020/2021 |
| 10.30 | 7.70 | 6.40 | 4.10 | 4.30 | 5.00 | 5.70 | 4.10 | 5.90 |

За матеріалами biathlon.com.ua [Архівовано 23 березня 2022 у Wayback Machine.]